# 리마리 나달
리마리 나달(Lymari Nadal, 1978년 2월 11일 ~ )은 푸에르토리코의 배우이다.

## 출연 작품
- 라이트 프롬 더 다크룸 (2014)
- 블랙아웃 (2014, The Blackout)
- 아메리카 (2011)
- 배틀스타 갈락티카 더 플랜 (2009)
- 아메리칸 갱스터 (2007)
- 도둑과 거짓말쟁이 (2006)
- 배틀스타 갤럭티카 (2003)